# Gurgel Cena
O Cena foi um protótipo da Gurgel, desenvolvido entre 1986 a 1988, que depois foi evoluído para o BR-800. Foi o primeiro minicarro da empresa, propondo um preço baixo, suficiente para as classes mais baixas.